# 1966年のMLBドラフト
1966年のMLBドラフト（1966 First-Year Player Draft）とは、1966年6月に行われたMLBのアマチュアドラフトである。

## 1巡目指名
|  | = オールスターゲーム選出 |  | = アメリカ野球殿堂選出 |

| 順位 | 選手                     | チーム                         | 守備位置 | 学校                             |
| ---- | ------------------------ | ------------------------------ | -------- | -------------------------------- |
| 1    | スティーブ・チルコット   | ニューヨーク・メッツ           | 捕手     | アンテローブバレー高校           |
| 2    | レジー・ジャクソン       | カンザスシティ・アスレチックス | 外野手   | アリゾナ州立大学                 |
| 3    | ウェイン・トゥイッチャル | ヒューストン・アストロズ       | 投手     | ウッドロウ・ウィルソン高校       |
| 4    | ケン・ブレット           | ボストン・レッドソックス       | 投手     | エル・セグンド高校               |
| 5    | ディーン・バーク         | シカゴ・カブス                 | 投手     | ハイランド高校                   |
| 6    | トム・グリーブ           | ワシントン・セネタース         | 外野手   | ピッツフィールド高校             |
| 7    | レロン・リー             | セントルイス・カージナルス     | 外野手   | グラントユニオン高校             |
| 8    | ジム・ディナーフ         | カリフォルニア・エンゼルス     | 遊撃手   | インディアナ大学ブルーミントン校 |
| 9    | マイク・ビコ             | フィラデルフィア・フィリーズ   | 投手     | Ｗ・Ｗ・サミュエル高校           |
| 10   | ジム・ライトル           | ニューヨーク・ヤンキース       | 外野手   | フロリダ州立大学                 |
| 11   | アル・サントリーニ       | ミルウォーキー・ブルワーズ     | 投手     | ユニオン高校                     |
| 12   | ジョン・カーティス*      | クリーブランド・インディアンス | 投手     | スミスタウン高校                 |
| 13   | ゲイリー・ノーラン       | シンシナティ・レッズ           | 投手     | オロビル高校                     |
| 14   | リック・コニック*        | デトロイト・タイガース         | 一塁手   | セントアンドリュース高校         |
| 15   | リッチー・ヘブナー       | ピッツバーグ・パイレーツ       | 遊撃手   | ノーウッド高校                   |
| 16   | テッド・パークス         | ボルチモア・オリオールズ       | 遊撃手   | カリフォルニア大学バークレー校   |
| 17   | ボブ・レイノルズ         | サンフランシスコ・ジャイアンツ | 投手     | イングラム高校                   |
| 18   | カルロス・メイ           | シカゴ・ホワイトソックス       | 外野手   | パーカー高校                     |
| 19   | ラリー・ハットン         | ロサンゼルス・ドジャース       | 投手     | グリーンフィールド高校           |
| 20   | ボブ・ジョーンズ         | ミネソタ・ツインズ             | 三塁手   |                                  |

*未契約